# Sweeney Todd: Gã thợ cạo ma quỷ trên phố Fleet (phim 2007)
Sweeney Todd: Gã thợ cạo ma quỷ trên phố Fleet (tựa gốc tiếng Anh: Sweeney Todd: The Demon Barber of Fleet Street) là một bộ phim kinh dị - ca nhạc Mỹ đã giành Giải Quả cầu vàng và Giải Oscar năm 2007. Phim kể lại câu chuyện thời Victoria về Sweeney Todd, một thợ cạo hư cấu người Anh, đã trở nên điên cuồng do đã mất vợ và con gái, giết khách hàng bằng con dao cạo cắt cổ, và với sự giúp đỡ của kẻ tòng phạm là bà Lovett, đã biến xác của họ thành bánh thịt.
Bị ấn tượng bởi nhạc Sondheim từ khi còn là một sinh viên, đạo diễn Tim Burton đã ấp ủ ý định về một phiên bản phim từ đầu những năm 80. Tuy nhiên, tới năm 2006, ông mới có cơ hội thực hiện khát vọng này. Sondheim, tuy không tham gia trực tiếp, nhưng cũng được tham khảo ý kiến rất nhiều trong quá trình sản xuất. Diễn viên chính trong phim là Johnny Depp vào vai Sweeney Todd và Helena Bonham Carter vai bà Lovett. Việc ca hát của Depp trước đây chưa hề được biết đến, nhưng anh đã học để chuẩn bị cho vai này, điều mà nhà sản xuất Richard D. Zanuck ý thức được như một sự đặt cược. Tuy nhiên, phần trình diễn của Depp, dù đã bị chỉ trích, vẫn được đánh giá là phù hợp.
Sweeney Todd: Thợ cạo ma quỷ của Fleet Street được ra mắt ở Mỹ vào ngày 21 tháng 12 năm 2007, và ở Anh vào ngày 25 tháng 1 năm 2008. Bộ phim giành được một số giải thưởng, bao gồm Giải Quả cầu vàng cho phim ca nhạc hoặc phim hài hay nhất, Giải Quả cầu vàng cho nam diễn viên phim ca nhạc hoặc phim hài xuất sắc nhất và Giải Oscar cho chỉ đạo nghệ thuật xuất sắc nhất. Dù phim không thu được doanh thu vượt trội ở Mỹ, nó được chiếu khá thành công trên toàn thế giới, cho ra mắt bản thu âm và DVD. Bộ phim đóng mác "Hạn chế" từ Hiệp hội Phim Mỹ, do có các cảnh bạo lực đẫm máu.

## Nội dung
Benjamin Barker (Johnny Depp), một thợ cạo có tay nghề, bị án tù oan và bị kết án chung thân ở Úc bởi Thẩm phán Turpin (Alan Rickman), người say mê vợ của Barker, Lucy (Laura Michelle Kelly). Sau 15 năm, với cái tên giả "Sweeney Todd", Barker trở lại London với thủy thủ Anthony Hope (Jamie Campbell Bower). Ở căn phòng trọ cũ của ông trên tiệm bánh của bà Nellie Lovett (Helena Bonham Carter), ông phát hiện rằng Lucy đã bị Turpin hãm hiếp rồi uống thuốc độc tự tử, và con gái ông Johanna (Jayne Wisener) hiện được Turpin bảo trợ, và giống như mẹ mình, là đối tượng của những cảm-xúc-không-mong-muốn của hắn. Todd thề sẽ trả thù, mở lại tiệm cạo ở căn hộ tầng trên.
Khi đi khắp London, Anthony thấy Johanna và yêu cô, nhưng bị đuổi ra khỏi nhà thẩm phán bởi Turpin và trợ lý của hắn, thầy tư tế Bramford (Timothy Spall). Không hề nản lòng, người thủy thủ tin chắc rằng hai người sẽ trốn đi.
Trong khi đó, Todd tới khu chợ và vạch trần một loại thuốc mọc tóc giả (được tả là "nước tiểu pha mực") được bán bởi Adolfo Pirelli, một thợ cạo người Ý (Sacha Baron Cohen). Sau đó Todd đã thắng Pirelli trong một cuộc thi cạo mặt trước công chúng, với trọng tài là thầy tư tế Bramford.
Tiếp đó Pirelli và cậu bé giúp việc Toby (Ed Sanders) tới tiệm cạo của Todd; bà Lovett giữ Toby ở dưới nhà, trong khi Pirelli tiết lộ hắn chính là người giúp việc cho Todd trước đây (khi còn là Barker) và sau đó cố tống tiền Todd (muốn một nửa số tiền Todd kiếm được). Để bảo vệ thân thế thật bí mật của mình, Todd đã giết Pirelli. Toby không hề biết chuyện này và ở lại giúp cho tiệm bánh của Lovett.
Thẩm phán Turpin muốn cầu hôn Johanna, và nhờ sự giới thiệu của Bramford, đã tới tiệm của Todd để chải chuốt. Nhận ra người đã hành hạ mình, Todd làm cho tên thẩm phán thư giãn và chuẩn bị cắt cổ hắn. Tuy nhiên Todd bị Anthony làm đứt quãng, và, không hề để ý sự có mặt của Turpin, Anthony đã để lộ kế hoạch bỏ trốn với Johanna. Turpin đi khỏi và thề sẽ không trở lại nữa.
Tức điên lên vì bị phá ngang, Todd nhận ra rằng ai cũng đáng chết (kể cả bà Lovett và hắn) và quyết định giết những mạng "thấp kém" hơn trước khi có cơ hội nữa để giết Turpin. Lovett trở thành kẻ đồng lõa của hắn, gợi ý rằng nên thủ tiêu những cái xác bằng cách dùng thịt người để làm bánh. Todd hào hứng đồng ý và sửa lại chiếc ghế cho khách thành một cái máy có thể đưa xác xuống thẳng lò bánh của Lovett. Nhiều tuần trôi qua, Todd giết nhiều người hơn và Anthony bắt đầu tìm Johanna, cô đã bị Turpin đưa đến trại tâm thần như một hình phạt vì đã từ chối lời cầu hôn của hắn.
Cả tiệm cạo và tiệm bánh đều làm ăn khá. Anthony cuối cùng đã tìm ra chỗ ở của Johanna và nghe theo kế hoạch của Todd, anh giả làm người học nghề làm tóc giả, vào trại tâm thần cứu Johanna. Ý định của Todd là dụ Turpin quay lại tiệm cạo, bằng cách bảo Toby gửi thư cho Turpin nói về nơi hắn sẽ tìm ra Johanna. Toby trở nên cảnh giác với Todd, và khi trở lại cậu bé nói với Lovett về sự không tin tưởng của mình về Todd. Cậu cũng hứa sẽ bảo vệ bà, và Lovett đáp lại lời hứa này.
Đêm đó thầy tư tế Bramford tới tiệm bánh của Lovett để kiểm tra, vì có những lời phàn nàn về mùi khó chịu bốc ra từ đây vào ban đêm. Todd dụ Bramford để hắn cạo mặt và đã giết ông. Sau đó Lovett nói với Todd về sự nghi ngờ của Toby, và hai người bắt đầu tìm kiếm cậu bé, do trước đó Lovett nhốt Toby vào lò bánh để bịt miệng cậu. Tuy nhiên họ không tìm thấy vì Toby đã trốn dưới cống sau khi trông thấy xác của thầy tư tế rơi xuống từ tiệm cạo phía trên. Trong khi đó Anthony đưa Johanna tới tiệm cạo, và cô trốn trong chiếc hòm ở góc phòng trong khi Anthony đi kiếm xe ngựa.
Một người đàn bà ăn mày, người đã từng làm phiền Todd, Lovett và Anthony trong suốt bộ phim, bây giờ đi vào tiệm cạo. Khi Todd bước vào, bà nói rằng bà nhận ra hắn. Ngay sau đó có tiếng của Turpin. Todd nhanh chóng cắt cổ bà và đẩy bà rơi xuống lò bánh. Khi Turpin đi vào, Todd đề nghị cạo mặt cho hắn. Sau đó Todd để lộ thân thế Barker của mình và đâm Turpin nhiều lần trước khi cắt cổ hắn. Khi Johanna ra khỏi chiếc hòm mà cô đang trốn, Todd trông thấy và chuẩn bị cắt cổ cô, không nhận ra đó là con gái mình.
Tiếng hét của Lovett dưới lò bánh khi hắn xuống tầng dưới, nơi mà bà nói rằng Turpin vẫn còn sống và cố túm váy bà trước khi chảy máu đến chết. Nhìn những xác chết dưới ánh sáng của chiếc lò nướng bánh, Todd nhận ra người đàn bà ăn mày là vợ hắn, Lucy, người mà hắn tin là đã chết do tự tử bằng thuốc độc theo lời kể của Lovett. Todd nhận ra rằng Lovett biết Lucy vẫn còn sống. Lovett nói bà chưa bao giờ bảo hắn là Lucy đã chết, và sau những cố gắng nói với Todd rằng bà làm vậy chỉ là để tốt cho hắn, bà thừa nhận mình yêu Todd và sẽ chăm sóc hắn tốt hơn cả Lucy. Todd bắt đầu khiêu vũ với Lovett quanh lò bánh trước khi ném mạnh bà vào lò nướng, và sau đó đứng ngoài nhìn bà Lovett chết cháy. Todd sau đó quay lại ôm xác của Lucy trong khi Toby chui lên từ ống cống, cầm chiếc dao cạo và cắt cổ Todd. Bộ phim kết thúc với cảnh Todd chảy máu trên xác của vợ trong khi Toby rời đi.

## Diễn viên
- Johnny Depp vai Benjamin Barker / Sweeney Todd
- Helena Bonham Carter vai Bà Lovett
- Alan Rickman vai Thẩm phán Turpin
- Jamie Campbell Bower vai Anthony
- Timothy Spall vai Thầy tư tế Bamford
- Sacha Baron Cohen vai Adolfo Pirelli
- Ed Sanders vai Toby
- Laura Michelle Kelly vai Lucy Barker
- Jayne Wisener vai Johanna Barker

## Nhạc phim
Tất cả các ca khúc được viết bởi Stephen Sondheim.
| STT | Nhan đề                             | Người hát                                                             | Thời lượng |
| --- | ----------------------------------- | --------------------------------------------------------------------- | ---------- |
| 1.  | "Opening Title"                     |                                                                       | 3:30       |
| 2.  | "No Place Like London" (**)         | Jamie Campbell Bower, Johnny Depp                                     | 5:31       |
| 3.  | "The Worst Pies in London"          | Helena Bonham Carter                                                  | 2:23       |
| 4.  | "Poor Thing" (**)                   | Helena Bonham Carter                                                  | 3:09       |
| 5.  | "My Friends"                        | Johnny Depp, Helena Bonham Carter                                     | 3:48       |
| 6.  | "Green Finch and Linnett Bird"      | Jayne Wisener                                                         | 2:16       |
| 7.  | "Alms! Alms!" (* ***)               | Laura Michelle Kelly                                                  | 1:16       |
| 8.  | "Johanna"                           | Jamie Campbell Bower                                                  | 1:57       |
| 9.  | "Pirelli's Miracle Elixir"          | Edward Sanders, Johnny Depp, Helena Bonham Carter                     | 2:00       |
| 10. | "The Contest" (**)                  | Sacha Baron Cohen                                                     | 3:39       |
| 11. | "Wait"                              | Helena Bonham Carter                                                  | 2:38       |
| 12. | "Ladies in Their Sensitivities" (*) | Timothy Spall                                                         | 1:23       |
| 13. | "Pretty Women" (**)                 | Alan Rickman, Johnny Depp                                             | 4:27       |
| 14. | "Epiphany"                          | Johnny Depp                                                           | 3:16       |
| 15. | "A Little Priest" (**)              | Helena Bonham Carter, Johnny Depp                                     | 5:15       |
| 16. | "Johanna" (Reprise)                 | Jamie Campbell Bower, Johnny Depp, Laura Michelle Kelly               | 5:42       |
| 17. | "God, That's Good!"                 | Edward Sanders, Helena Bonham Carter                                  | 2:46       |
| 18. | "By the Sea"                        | Helena Bonham Carter, Johnny Depp                                     | 2:19       |
| 19. | "Not While I'm Around" (**)         | Edward Sanders, Helena Bonham Carter                                  | 4:11       |
| 20. | "Final Scene" (***)                 | Helena Bonham Carter, Johnny Depp, Laura Michelle Kelly, Alan Rickman | 10:21      |

## Công chiếu
Sweeney Todd: Gã thợ cạo ma quỷ trên phố Fleet chính thức công chiếu tại Mỹ vào ngày 21 tháng 12 năm 2007 ở 1249 rạp phim, thu về 9.300.805 USD trong tuần đầu tiên. Tháng 1 và 2 năm 2008 phim được chiếu rộng rãi trên khắp thế giới, đặc biệt thành công ở Anh và Nhật.
Sweeney Todd thu về 52,9 triệu USD ở Mỹ và Canada và 99,62 triệu USD ở các nước khác, tổng cộng 152,52 triệu USD.